# Харикло
Харикло (гръцки Χαρικλώ) в древногръцката митология е името на:
1. нимфа, любимка на богинята Атина. Съпруга на Евър и от него майка на тиванския прорицател Тирезий. Когато Атина ослепила Тирезий заради това, че я видял гола, Харикло молила богинята да му върне зрението, но тя отказала. Накрая измолила от богинята да даде на сина ѝ силен слух, така че да разбира птиците и жезъл, с помощта на който да ходи както зрящите. [1]
2. дъщеря на Аполон (или Океан), жена на кентавъра Хирон. Присъствала на сватбеното тържество на Пелей и Тетида.